# Playa de Barchinas
La playa del Barcchinas está en el concejo de Valdés , en el occidente del Principado de Asturias (España) y pertenece a la localidad española de Canero. Forma parte de la Costa Occidental de Asturias y está enmarcada en el Paisaje protegido de la Costa Occidental de Asturias.

## Descripción
Su forma es lineal, tiene una longitud de unos 300-310 m y una anchura media de 20 m. El entorno es prácticamente virgen y una peligrosidad media y solo es posible acceder a ella por mar. El lecho está formado por cantos rodados y afloramientos rocosos que unido a la dificultad de acceso hacen que sea muy poco visitada.
Para acceder a esta playa hay que localizar el pueblo más cercano que es Busto. Partiendo del «cabo Busto» empieza una senda hacia el occidente. Hay que caminar unos dos km hay que girar a la izquierda si bien hay varios caminos que conducen a la parte superior de los acantilados. Los visitantes más habituales son los pescadores que acceden a ella descendiendo a través de prados por la parte occidental. La playa carece de cualquier servicio y las actividades más recomendadas son la pesca deportiva a caña y la submarina. Se recomienda tomar grandes precauciones al acercarse al borde del acantilado pues la maleza lo encubre en muchos sitios.